# キングコブラ
キングコブラ（学名：Ophiophagus hannah）は、コブラ科に分類されるヘビ。本種のみでキングコブラ属を形成する。
日本では「特定動物」に指定されている。

## 分布
インド東部、インドネシア、カンボジア、タイ、中国南部、ネパール、バングラデシュ、フィリピン、ベトナム、マレーシア、ミャンマー、ラオス

## 形態

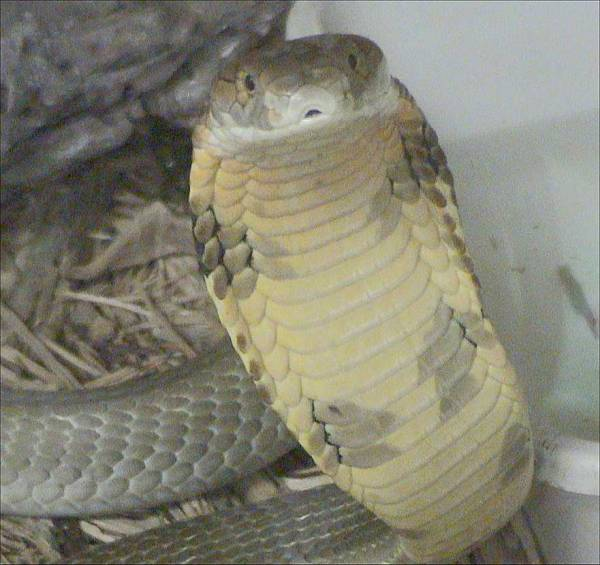
雄のキングコブラ

成体の平均的な全長は3〜4mほどで、最大全長は5.85m。大型の成体が最大限に鎌首をもたげた場合には、大人の胸元に迫る高さに達する。興奮したり外敵を威嚇したりする際には鎌首をもたげて頚部を広げるが、フードコブラ属のように甚だしく広げることはない。なお、他のコブラはこの威嚇の姿勢をとっている間は移動できなくなるが、キングコブラは威嚇したままでも移動できるのでこの姿勢を保持して近付いて来ることもある。
体色は暗緑色や暗褐色で、濃褐色もしくは淡黄色の不鮮明な横縞が入り、いずれの体色のものも腹部は比較的明るい黄褐色である。虹彩は暗い金褐色で、瞳は丸い。体色は暗緑色及び黒色の系統のものと、暗褐色及び暗橙色の系統のものに大きく分かれている。インドコブラやタイコブラのような特徴的な頸部の紋様はない。幼体は全身が黒く、横縞が明瞭である。ただし、成体でも頭部だけが暗緑色で、ほぼ全身が黒い配色の個体も存在する。

### 毒
毒性は神経毒及び細胞毒。毒自体は他のコブラ科の強毒種よりも弱いが、キングコブラは体が大きい分、一咬みで注入する毒の量が200mg以上と、他のコブラよりも圧倒的に多い。そのため、実際に咬まれれば非常に危険である。現地では「象をも咬み殺す」と言われるほどである。LD50は1.31mg/kg。

## 生態
インド亜大陸の東部からインドシナ半島、インドネシアにかけての山地の森林に生息する。
食性は動物食で、他の種類のヘビを主に食べ、その他にトカゲ等の爬虫類を食べる。小型のアミメニシキヘビやオオトカゲを呑み込むのが観察されたこともある。飼育下ではマウスを食べた記録もある。属名Ophiophagusは、「蛇を食べるもの」の意。英名の"キング”も、他のヘビを食べることから、ヘビの王様と考えられたことに由来する。
繁殖形態は卵生で、枯葉や小枝などを集めた巣に20-51個の卵を産む。卵は60-80日程で孵化する。メスは卵に枯葉をかぶせ水に濡れにくいよう固めて保温し、巣の周りにとぐろを巻いて孵化するまで卵を保護する。
抱卵時のメスは巣に近づく者を激しく威嚇し容赦なく攻撃する。
巣を作って卵を抱く蛇は、キングコブラのみである。

## 世界最大の毒蛇
これまでに捕獲された個体の記録には全長5mを超えるものが何例かある。
1937年にマレーシアで捕獲された個体で全長5.71m、1924年、タイ南部で捕殺された個体で全長5.59mという記録があり､これらは確認された現生の毒蛇としては世界最大である。

## 人間との関係

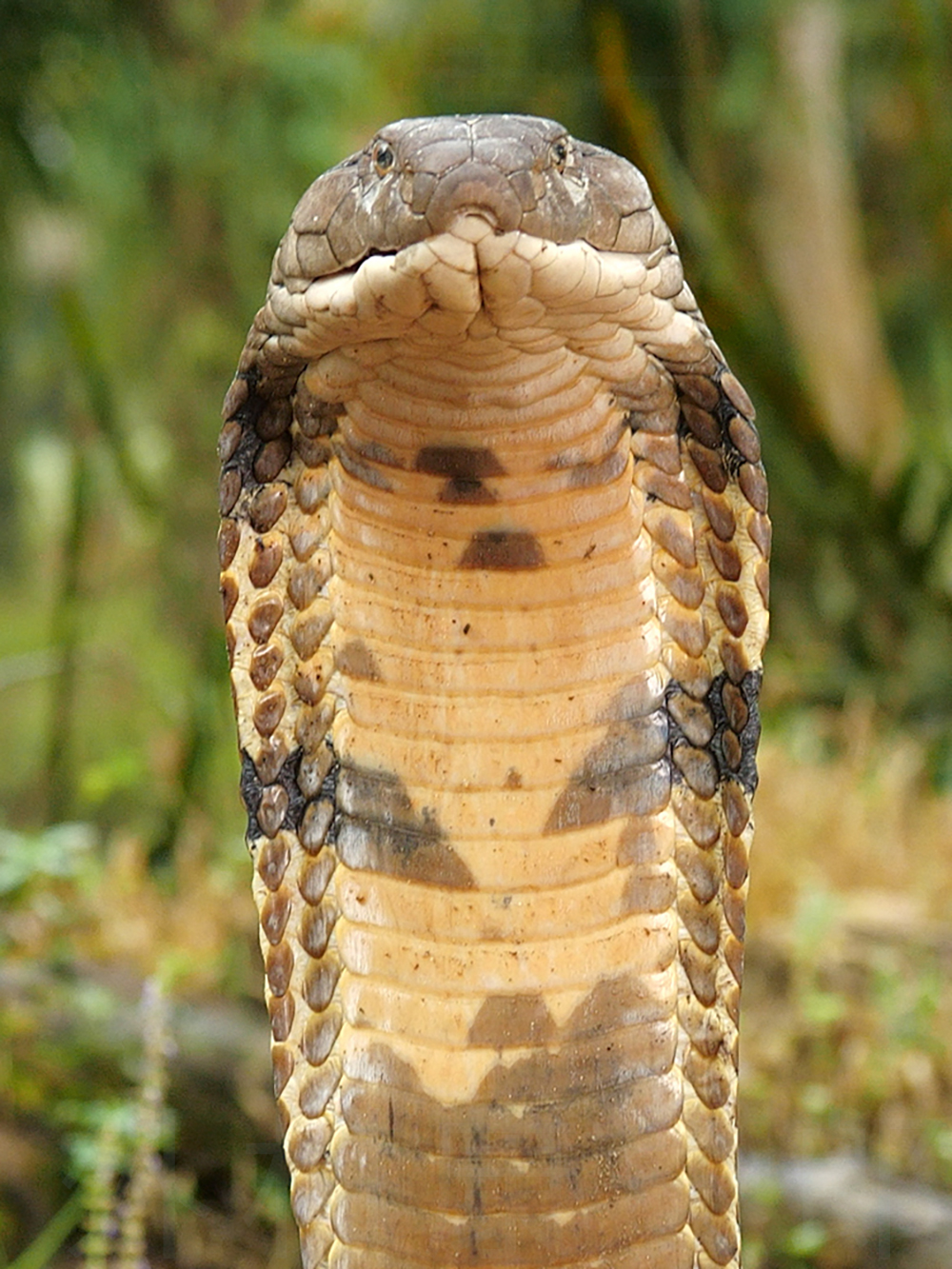
マレーシアにて撮影されたスンダキングコブラ

主に山地の森林に生息しているため、人との接触は多くはないが、山間部にある村や人家には、餌となるヘビが鼠等を追って侵入するのをさらに追う形で出没することもある。タイ王国ではキングコブラは「神聖な動物」として無闇に殺すことが戒められているため、キングコブラが頻繁に出没する地域では、屋内に侵入した個体を傷つけずに捕獲して人里離れた場所へ放す専門の職業が存在している。インドにおいては保護の対象であり、殺傷した場合は禁固刑が課せられる。
上記の様に主な生息地が人里から離れた山林であることに加え、人の気配を察すれば1m近く鎌首を持ち上げた威嚇姿勢を採るため、気付かずに近付いて誤って噛まれる被害はインドコブラやクサリヘビ等と比べて少ない。
パスツール研究所で研究員が餌を与えようとした際に指を咬まれた事例では研究員への救命措置に1リットルもの抗毒血清を要したという。
日本で飼育実績を持つ施設は、ジャパンスネークセンター、体感型動物園iZooである。
過去にノースサファリサッポロ、草津熱帯圏、恩賜上野動物園両生爬虫類館（2007年9月17日死亡）、香嵐渓ヘビセンター（1993年11月に閉鎖）、熊本市動植物園、おきなわワールド(ハブ博物公園)などで飼育されていた。

## 分類
2022年に、キングコブラを４種に分けるという見解がなされた。それによれば、模式種となるキングコブラないしキタキングコブラ、ノーサンキングコブラ(𝘖𝘱𝘩𝘪𝘰𝘱𝘩𝘢𝘨𝘶𝘴 𝘩𝘢𝘯𝘯𝘢𝘩)のほか、スンダキングコブラ(𝘖𝘱𝘩𝘪𝘰𝘱𝘩𝘢𝘨𝘶𝘴 𝘣𝘶𝘯𝘨𝘢𝘳𝘶𝘴)が有効名として復活、ニシガーツキングコブラ(𝘖𝘱𝘩𝘪𝘰𝘱𝘩𝘢𝘨𝘶𝘴 𝘬𝘢𝘢𝘭𝘪𝘯𝘨𝘢)とルソンキングコブラ(𝘖𝘱𝘩𝘪𝘰𝘱𝘩𝘢𝘨𝘶𝘴 𝘴𝘢𝘭𝘷𝘢𝘵𝘢𝘯𝘢)が新たに記載されている。

## 画像

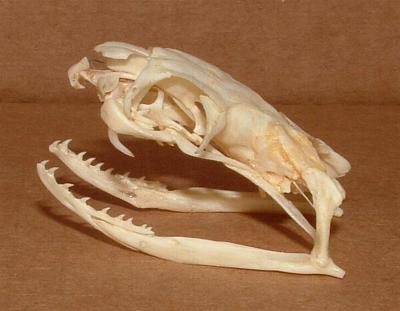
キングコブラの頭骨
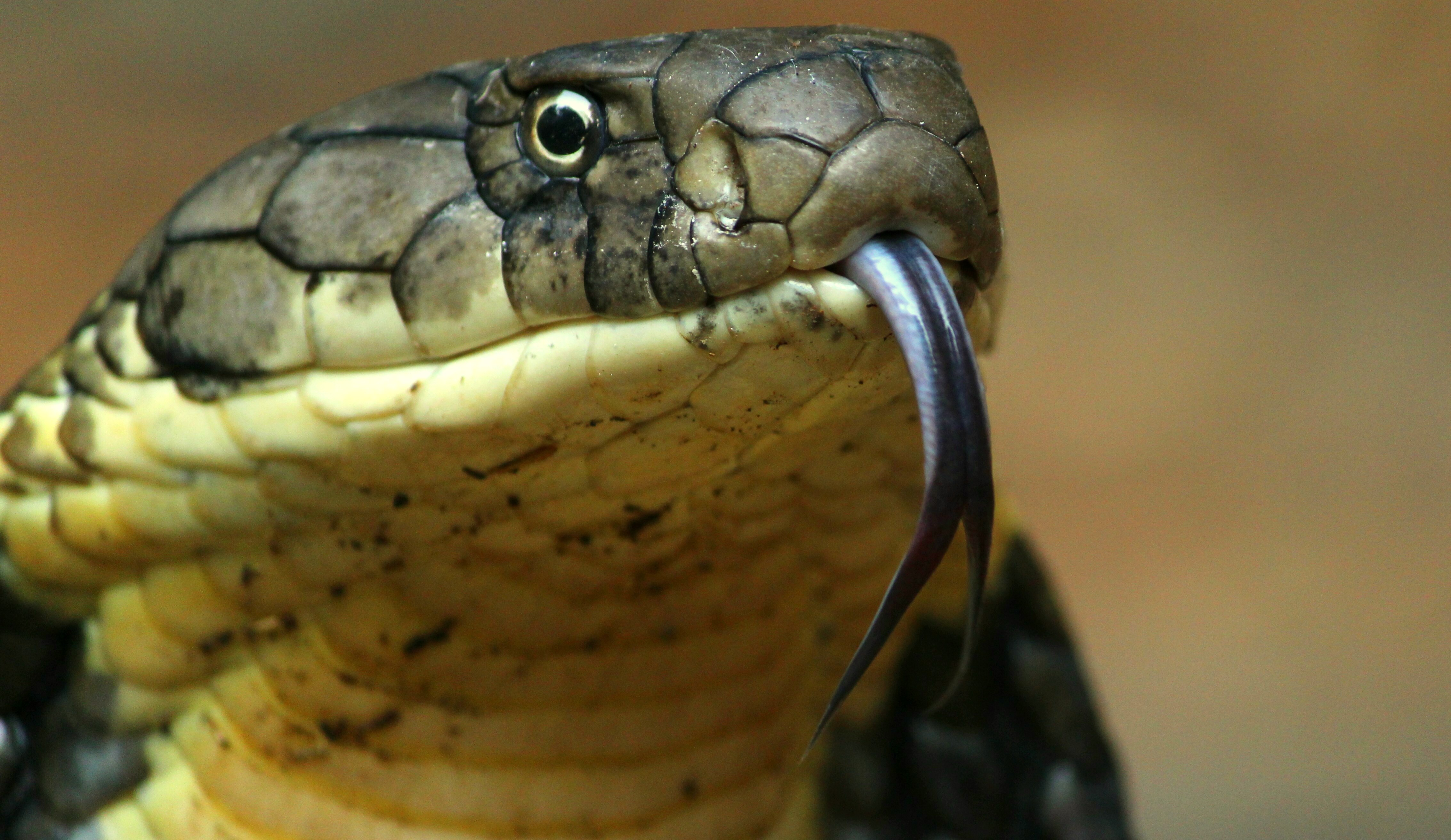
舌を出したキングコブラ